# Waver (Noord-Holland)
Waver is een buurtschap aan de Oude Waver in gemeente Ouder-Amstel in de Nederlandse provincie Noord-Holland.

## Ligging
De buurtschap ligt helemaal aan het zuidpuntje van de polder de Rondehoep aan de gemeente De Ronde Venen vastgeplakt. Waver is in feite niets meer dan een straat aan de noordzijde van de rivier de Oude Waver.

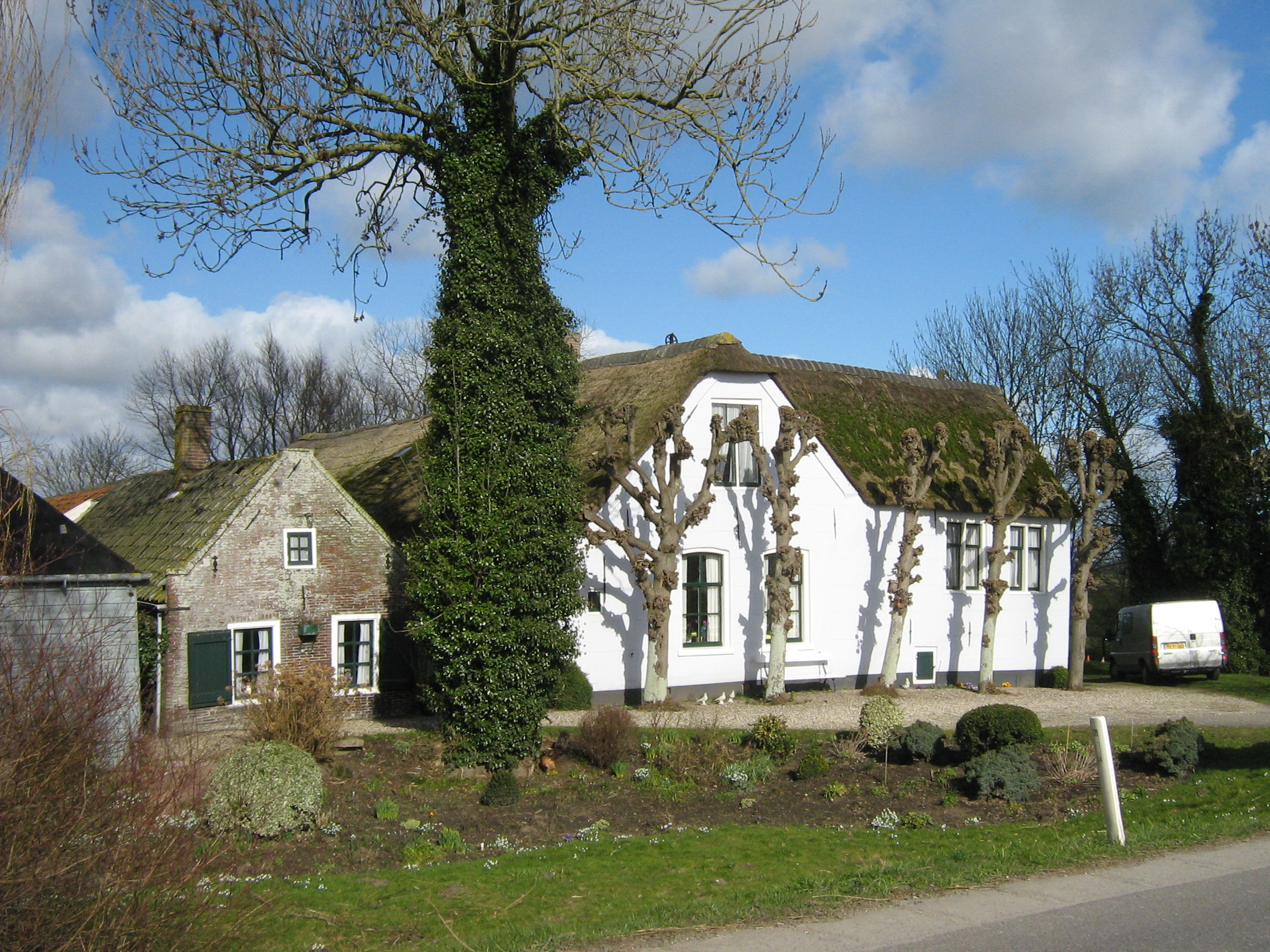
Waver 34 (rijksmonument)

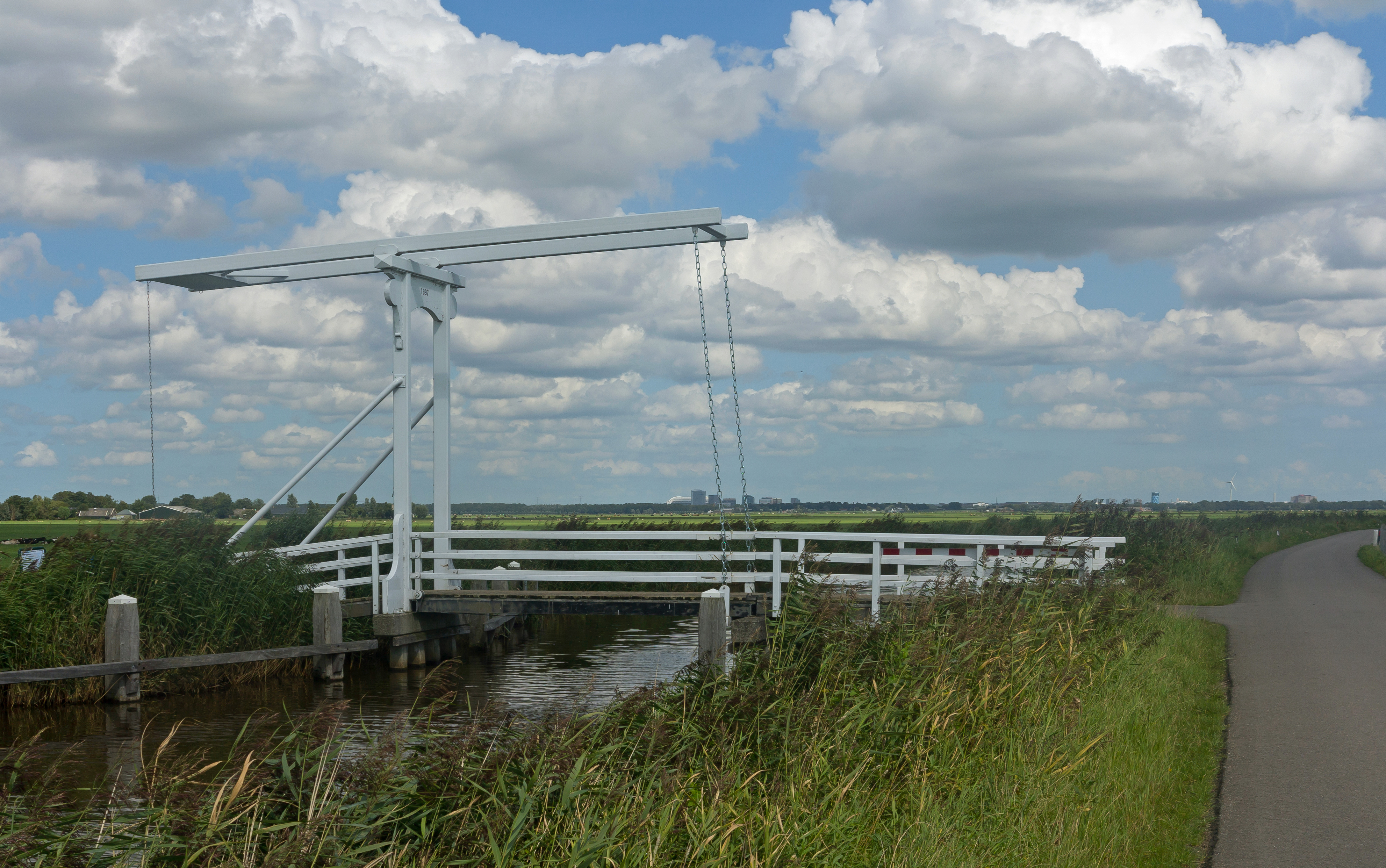
Tussen Waver en Uithoorn, ophaalbrug de Jac C Keabrug

## Geschiedenis
In het midden van de 16e eeuw ontstond er een conflict tussen de Proosdij van Sint-Marie in Utrecht en de stad Amsterdam. Op basis van een 13e-eeuwse oorkonde maakte de proosdij aanspraak op het heffen van tienden langs het riviertje de Waver. De stad Amsterdam was echter van mening dat het in 1529 deze tienden had gekocht van Reinoud III van Brederode, samen met de Ambachtsheerlijkheid van Amstelveen en Nieuwer-Amstel. De rechtszaak duurde erg lang, eerst – van 1545 tot 1559 – voor het Hof van Holland, en later – van 1560 tot 1562 – in hoger beroep voor de Grote Raad van Mechelen. De schout van Ouderkerk aan de Amstel was daarbij zaakwaarnemer van de stad Amsterdam. In 1551 en 1559 werd Amsterdam in het gelijk gesteld.
Woonplaats en dorp: Duivendrecht · Ouderkerk aan de Amstel (deels) · Woonplaats: Amsterdam-Duivendrecht      
Buurtschap: Waver

Noord-Holland: Steden en dorpen in Noord-Holland      Nederland: Provincies · Gemeenten